# 蘿絲·梅里
蘿絲·梅里（英語：Rose Maylie）是查爾斯·狄更斯小說《孤雛淚》中的虛構角色。她初登場時17歲，為梅里老夫人的養女，是一位純潔、天真和美麗的少女，後來證實她實際上是奧利弗·崔斯特的阿姨。

## 人物生平
蘿絲原姓佛萊明，有一位姊姊愛格涅。
在蘿絲的父親異名改姓死於他鄉後，她被一戶窮苦人家收養。但後來蒙克斯（奧利弗的同父異母弟弟）和其母親向這戶人家散布一些謠言，讓蘿絲的日子很不好過，直至被梅里夫人收養為止。
梅里夫人把蘿絲視為其親人一般地照顧，蘿絲從小被她扶養長大，長得美麗出眾。梅里夫人的兒子哈利·梅里一直暗戀著她，但善良的蘿絲顧慮到自己的出身可能會影響哈利的前途，便婉拒了對方的求婚。
某日，兩名竊賊比爾·賽克斯和托比·克拉基特脅迫著奧利弗進入梅里家中行竊，過程中奧利弗不慎被梅里家的管家吉爾斯先生開槍打傷，兩名竊賊便把他拋下。受傷的奧利弗得到梅里夫人和蘿絲的照護，逐漸痊癒。不久後，蘿絲生了一場大病。
當梅里一家造訪倫敦時，費金集團的南茜伺機告知蘿絲一個針對奧利弗而來的陰謀。蘿絲十分同情南茜的遭遇，建議她離開賽克斯，但南茜拒絕了。
在故事結局，布朗羅先生向奧利弗與蘿絲揭示了他們身世的真相，雖然奧利弗發現蘿絲居然就是自己的阿姨，但他依舊還是把她視為自己的姊姊。蘿絲隨後接受了哈利·梅里的求婚，兩人從此過著安靜幸福的生活。

## 原型
蘿絲·梅里這個角色在現實中的原型常被認為是瑪莉·賀加斯，她是作者狄更斯妻子凱瑟琳的妹妹，在17歲時就去世了。

## 改編

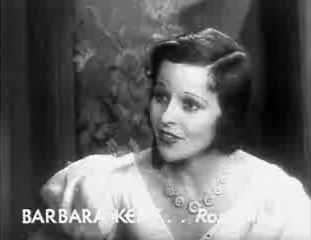
1933年的電影中的蘿絲·梅里，由芭芭拉·肯特飾演。

- 1922年電影《孤雛淚（英语：Oliver Twist (1922 film)）》，由艾絲特·瑞爾絲頓（英语：Esther Ralston）飾演[6]。
- 1933年電影《孤雛淚（英语：Oliver Twist (1933 film)）》，由芭芭拉·肯特（英语：Barbara Kent）飾演[6]。
- 1985年電視劇《孤雛淚（英语：Oliver Twist (1985 TV serial)）》，由琳賽·安東尼（英语：Lysette Anthony）飾演[6]。
- 1999年迷你劇《孤雛淚（英语：Oliver Twist (1999 miniseries)）》，由綺拉·奈特莉飾演。
- 2007年迷你劇《孤雛淚（英语：Oliver Twist (2007 miniseries)）》，由摩芬·克莉斯蒂（英语：Morven Christie）飾演[6]。